# Ołeksandr Matwiejew
Ołeksandr Ihorowycz Matwiejew, ukr. Олександр Ігорович Матвєєв (ur. 11 lutego 1989 w Połtawie) – ukraiński piłkarz, grający na pozycji obrońcy, a wcześniej pomocnika.

## Kariera piłkarska

### Kariera klubowa
Wychowanek DJuSSz im.Horpynka w Połtawie, a potem klubów Worskła Połtawa i Mołod' Połtawa, barwy których bronił w juniorskich mistrzostwach Ukrainy (DJuFL). Pierwszy trener - Ołeksij Wysznewecki. Na początku 2006 rozpoczął karierę piłkarską w drużynie rezerwowej Worskły Połtawa. W rundzie jesiennej sezonu 2007/2008 został wypożyczony do FK Połtawa. Dopiero 21 listopada 2009 roku debiutował w Premier-lidze. 5 grudnia 2014 za obopólną zgodą piłkarz opuścił połtawski klub, a w lutym 2015 został piłkarzem Illicziwca Mariupol. 15 lipca 2015 przeszedł do FK Ołeksandrija. 13 stycznia 2017 za obopólną zgodą kontrakt został anulowany.

### Kariera reprezentacyjna
Od 2009 do 2011 był zawodnikiem młodzieżowej reprezentacji Ukrainy.